# TopologiLinux
Topologilinux är en gratis Linuxdistribution som körs ovanpå eller inuti befintligt Windowssystem. Topologilinux är en Slackwarebaserad distribution främst konstruerad för att monteras inuti ett befintligt Windowssystem. Från och med version 6.0 kan den också installeras som en fristående distribution via Slackware standard installationsprogram. Jämfört med Slackware har Topologilinux förbättrats med GNOME, OpenOffice.org och andra populära program.